# San Marino (Californie)
Pour les articles homonymes, voir San Marino.
San Marino est une municipalité située dans le comté de Los Angeles, dans l'État de Californie, aux États-Unis. Sa population s’élevait à 13 147 habitants lors du recensement de 2010, estimée à 13 327 habitants en 2017.

## Géographie
Selon le Bureau du recensement, elle a une superficie de 9,8 km2.

## Démographie
| Groupe            | San Marino | Californie | États-Unis |
| ----------------- | ---------- | ---------- | ---------- |
| Asiatiques        | 53,5       | 13,1       | 4,8        |
| Blancs            | 41,3       | 57,6       | 72,4       |
| Métis             | 3,2        | 4,9        | 2,9        |
| Autres            | 1,6        | 17,8       | 7,3        |
| Afro-Américains   | 0,4        | 6,2        | 12,6       |
| Total             | 100        | 100        | 100        |
|                   |            |            |            |
| Latino-Américains | 6,5        | 37,6       | 16,7       |

Selon l'American Community Survey, en 2010, 44,86 % de la population âgée de plus de 5 ans déclare parler l'anglais à la maison, 39,91 % déclare parler une langue chinoise, 7,94 % l'espagnol, 1,62 % le coréen, 1,18 % le tagalog, 1,0 % le vietnamien, 0,62 % le japonais et 2,88 % une autre langue.
| 1920 | 1930  | 1940  | 1950   | 1960   | 1970   |
| ---- | ----- | ----- | ------ | ------ | ------ |
| 584  | 3 730 | 8 175 | 11 230 | 13 658 | 14 177 |

| 1980   | 1990   | 2000   | 2010   | - | - |
| ------ | ------ | ------ | ------ | - | - |
| 13 307 | 12 959 | 12 945 | 13 147 | - | - |